# Энреканг (язык)
Энреканг (индон. Bahasa Enrekang) — один из австронезийских языков, распространён на острове Сулавеси — в округах Пинранг и Энреканг провинции Южный Сулавеси (Индонезия).
По данным Ethnologue, количество носителей данного языка составляло 50 тыс. чел. в 1986 году.

## Диалекты
В составе языка выделяют следующие диалекты: энреканг, паттинджо (летта-батулаппа-касса), ранга.